# Сан-Сіті
Сан-Сіті — ігрове місто у Північно-Західній провінції Південної Африки. Розташовано між річкою Еландс та горою Пілансберг (й однойменним національним парком), за дві години їзди від Йоганнесбурга, поряд із містом Рустенбург.